# Baumschwammkäfer
Die Baumschwammkäfer (Mycetophagidae) stellen eine Familie der Käfer dar. Weltweit werden etwa 130 Arten in 18 Gattungen und drei Unterfamilien den Baumschwammkäfern zugeordnet. In Europa kommen davon 33 Arten und Unterarten vor.

## Merkmale
Die Käfer werden 1 bis 3,7 Millimeter lang und haben einen ovalen bis länglichen, leicht bis stark abgeflachten Körper. Zwischen dem gut aneinander passenden Halsschild und den Deckflügeln ist nur eine kleine Naht sichtbar. Die Deckflügel sind bei manchen Arten fein hell gepunktet. Die Tiere sind dicht und fein behaart. Ihre Fühler sind elfgliedrig, wobei die letzten drei oder vier, selten auch nur die letzten zwei Segmente keulenartig verbreitert sind. Die Tarsen haben bei den Weibchen jeweils vier Glieder, bei den Männchen ist das erste Tarsenpaar nur dreigliedrig. Die einzelnen Segmente sind zylinderförmig, und nicht verbreitert. Wegen ihrer sehr ähnlichen Größe und Behaarung sind die Arten schwer voneinander zu unterscheiden.

## Verbreitung
Arten der Baumschwammkäfer und dabei vor allem Vertreter der Unterfamilie Mycetophaginae, die den Großteil der Gattungen enthält, kommen in fast allen  Regionen der Welt vor, wobei die Vielfalt  in gemäßigten Teilen der nördlichen Hemisphäre, insbesondere in Eurasien, am größten ist. In Australien leben demgegenüber nur eingeführte Arten. Die am weitesten verbreiteten Gattungen sind Mycetophagus, Litargus  und Typhaea, wobei dies bei den letzten beiden Gattungen vor allem an den praktisch weltweit vorkommenden synanthropen Arten Litargus balteatus und Typhaea stercorea liegt.

## Lebensweise
Die meisten Arten der Baumschwammkäfer sind fungivor von Pilzen, einige ernähren sich dabei hauptsächlich von Sporen oder locker organisierten Hyphen und andere von den kompakteren Hyphen, die die Fruchtkörper verschiedener Hymenomyceten bilden. Sowohl die Käfer als auch ihre Larven ernähren sich dabei von den Pilzen, manche Arten fressen aber auch Lebensmittel, wie z. B. Getreide und Gewürze und auch Tabak, weswegen sie häufig als Schädlinge angesehen werden. Die meisten Arten leben in Baumpilzen, unter Rinde, in Totholz, in verfaulendem Stroh und Heu oder in Hohlräumen im Boden. Die Imagines lassen sich manchmal in der Nacht mit künstlichem Licht anlocken. 
Die Tiere kommen häufig vor, werden aber durch ihre versteckte Lebensweise nicht oft wahrgenommen.  

## Systematik
Die Baumschwammkäfer sind eine Familie Käfer innerhalb der Polyphaga. Dort werden sie in die Überfamilie Tenebrionoidea innerhalb der Cucujoidea eingeordnet. Die wissenschaftliche Erstbeschreibung stammt von William Elford Leach aus dem Jahr 1815. Innerhalb der Baumschwammkäfer werden in der Regel drei Unterfamilien unterschieden, in die wiederum die verschiedenen Gattungen eingeordnet werden. Dabei werden bis zu 18 Gattungen unterschieden:
- Afrotyphaeola Lawrence, Escalona, Leschen & Ślipiński, 2014
- Berginus Erichson, 1846: B. tamarisci
- Crowsonium Abdullah, 1964
- Esarcus Reiche, 1864
- Eulagius Motschulsky, 1845
- Litargops Reitter, 1880
- Litargus Erichson, 1846
  - Binden-Baumschwammkäfer (Litargus connexus)
- Mycetophagus Hellwig in Schneider, 1792
  - Mycetophagus fulvicollis
  - Vierfleckiger Baumschwammkäfer (Mycetophagus quadripustulatus)
- Nototriphyllus Lawrence, Escalona, Leschen & Ślipiński, 2014
- Pseudotriphyllus Reitter, 1880
- Thrimolus Casey, 1900
- Triphyllus Dejean, 1821
- Typhaea Curtis, 1830
  - Gelbbrauner Baumschwammkäfer (Typhaea stercorea)
- Typhaeola Ganglbauer, 1899
- Zeclaviger Lawrence, Escalona, Leschen & Ślipiński, 2014

## Belege
1. ↑  
Mycetophagidae. Fauna Europaea, abgerufen am 13. November 2006.
2. 1 2 3  John F. Lawrence, Richard A. B. Leschen: 11.1. Mycetophagidae Leach, 1815. In: Coleoptera, Beetles, Volume 2, Morphology and Systematics (Elateroidea, Bostrichiformia, Cucujiformia partim). DE GRUYTER, Berlin, New York 2010, ISBN 978-3-11-091121-3, doi:10.1515/9783110911213.491 (degruyter.com [abgerufen am 23. April 2021]).
3. ↑  Mycetophagidae. In: gbif.org. Global Biodiversity Information Facility, abgerufen am 23. April 2021 (englisch).